# Bonneuil-en-Valois
Bonneuil-en-Valois település Franciaországban, Oise megyében. Lakosainak száma 976 fő (2022. január 1.). Bonneuil-en-Valois Haramont, Éméville, Fresnoy-la-Rivière, Morienval, Russy-Bémont és Vez községekkel határos.

## Népesség
A település népességének változása:
| Lakosok száma | 1044 | 1037 | 1069 | 1025 | 1007 | 989  | 982  | 977  | 976  |
|               | 2013 | 2015 | 2016 | 2017 | 2018 | 2019 | 2020 | 2021 | 2022 |